# Shan Xi Airlines
Shan Xi Airlines war eine chinesische Fluggesellschaft mit Sitz in Taiyuan.

## Geschichte
Shan Xi Airlines wurde 1988 gegründet. Im Jahr 2009 übernahmen Hainan Airlines 92,51 % der Anteile an Shanxi Airlines und integrierte sie vollständig in sich.

## Flotte
Zuletzt bestand die Flotte aus acht Flugzeugen:
- 3 Boeing 737-700
- 3 Boeing 737-800
- 2 Dornier 328-300

## Zwischenfälle
- Am 7. Oktober 1988 stürzte eine Iljuschin Il-14P der Shan Xi Airlines (Luftfahrzeugkennzeichen B-4218) kurz nach dem Start vom Flughafen in Linfen (Volksrepublik China) auf das Dach eines Hotels. Nach dem Ermüdungsbruch der Ölpumpenwelle war das linke Triebwerk ausgefallen. Von den 48 Insassen kamen 44 ums Leben, alle vier Crewmitglieder und 40 der 44 Passagiere. Das Flugzeug war allerdings für maximal 32 Passagiere zugelassen und mit nur 14 Sitzen ausgerüstet. Zusätzlich starben zwei Menschen am Boden (siehe auch Flugunfall der Shan Xi Airlines 1988).[3]